# Kloster Pfaffenmünster

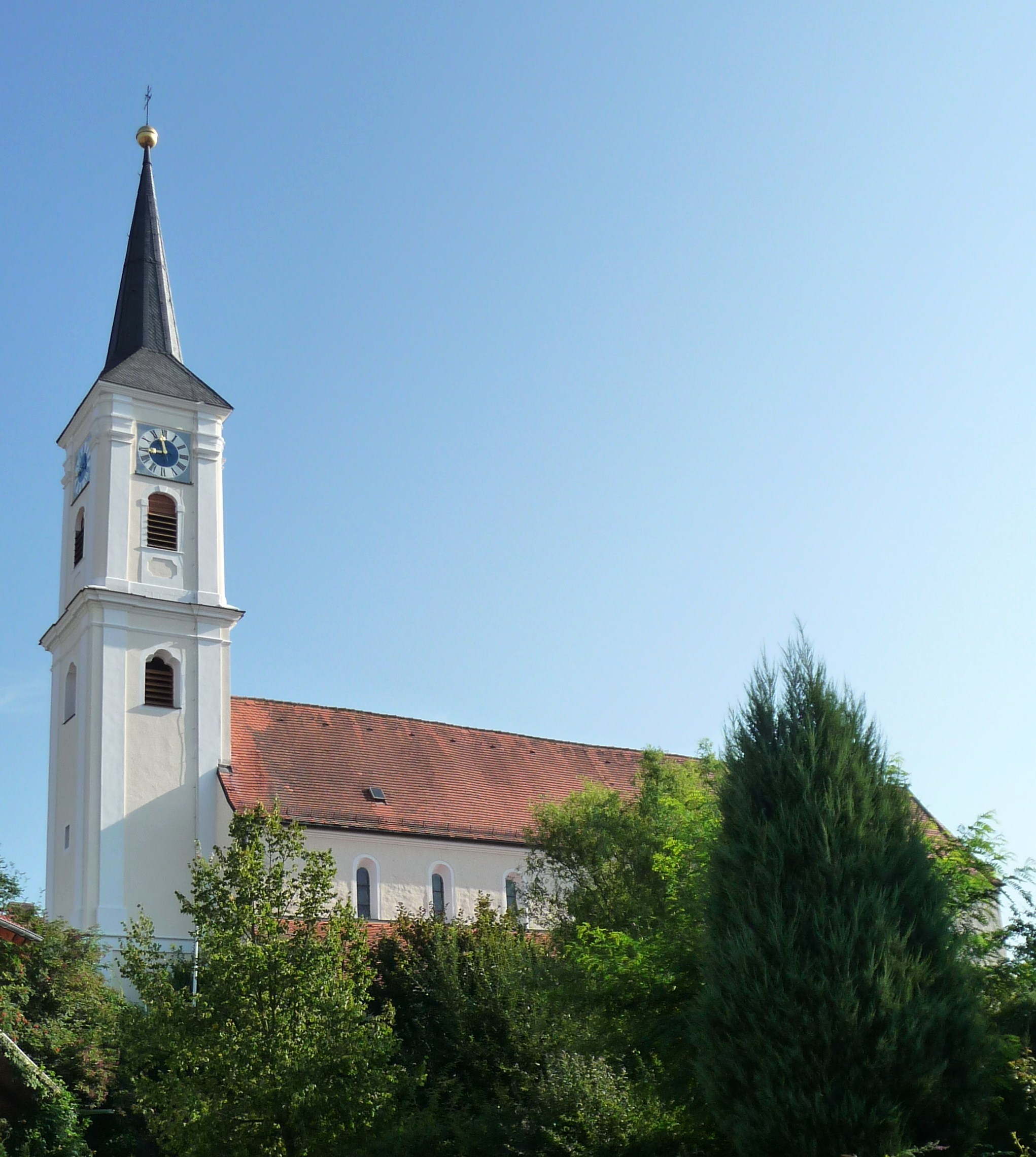
Die ehemalige Stiftskirche St. Tiburtius

Das Kloster Pfaffenmünster ist ein ehemaliges Kollegiatstift in Münster, Gemeinde Steinach in Bayern in der Diözese Regensburg.

## Geschichte
Das Kloster St. Tiburtius wurde durch Mitglieder der Agilolfinger, einer einheimischen Adelsfamilie, im 8. Jahrhundert gegründet, ging jedoch spätestens bei den Ungarneinfällen im 10. Jahrhundert wieder unter. Das Kloster wurde erst 1157 neu besiedelt, als Herzog Heinrich (Jasomirgott) das weiter Donau abwärts gelegene Kloster Metten erneut mit Benediktinermönchen besiedelte und die dort seit gut 100 Jahren ansässigen Chorherren nach Pfaffenmünster versetzte.
Pfaffenmünster war fortan ein Kollegiatstift (Chorherrenstift), d. h. eine Gemeinschaft von Weltpriestern (Chorherren), die sich der Seelsorge widmeten. Aus der Zeit der Wiederbesiedlung stammt die erhaltene romanische Stiftskirche. 1581 wurde das Stift auf Veranlassung Wilhelms V. des Frommen, Herzog von Bayern, an die Kirche St. Jakob in Straubing übertragen und dort 1803 säkularisiert.

## Gebäude

### Ehemalige Stiftskirche St. Tiburtius
Die dreischiffige romanische Pfeilerbasilika entstand stilistischen Befunden zufolge im späten 12. Jahrhundert, also unmittelbar nach der Ansiedlung der Kanoniker. Die Stiftskirche hat ihren romanischen Charakter im Wesentlichen bis heute bewahrt. Bei der zurückhaltenden Barockisierung 1739 erhielt die zuvor flach gedeckte Vierung ein Klostergewölbe, im Westen wurde eine Empore für die Orgel eingebaut, der Innenraum mit Fresken geschmückt und neue Altäre aufgestellt. 

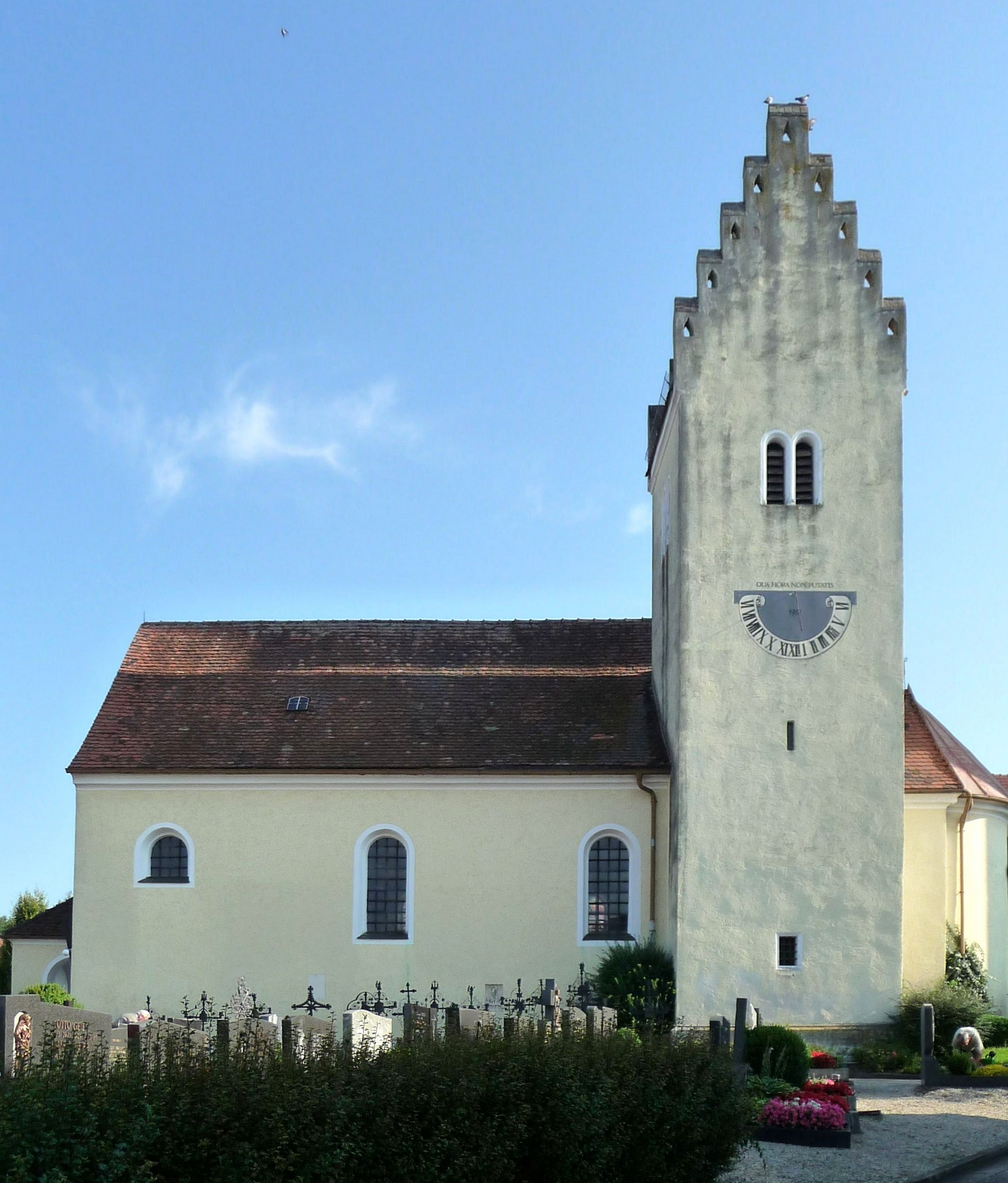
Die Kirche St. Martin

Die sehr guten Fresken mit Szenen aus dem Leben des hl. Tiburtius stammen vermutlich von dem Kölner Hofmaler Johann Adam Schöpf. Erwähnenswert ist die um 1765 entstandene Pietà auf dem Altar des südlichen Seitenschiffs; die hervorragende Plastik wird dem Straubinger Mathias Obermayr zugeschrieben.

### Kirche St. Martin
Die kleine romanische Kirche steht gegenüber der Westfassade der Stiftskirche und diente ursprünglich als Pfarrkirche für die Bediensteten und Umwohner des Stiftes. Die ebenfalls im späten 12. Jahrhundert erbaute Kirche wurde im 18. Jahrhundert erneuert. Im Inneren erhielt sie einen neuen Hauptaltar (um 1710) und Deckenfresken (vor 1750). Die Fresken stammen von dem Straubinger Maler Joseph Anton Merz.

### Pfarrhof
Der spätgotische Bau diente wohl vor der Verlegung des Stiftes an die Jakobskirche nach Straubing als Propstei.